# Francisco Javier Cornejo
Francisco Javier Cornejo López-Cotilla (Ruesga, 4 de marzo de 1669-Madrid, 27 de marzo de 1750), también conocido como Francisco Javier Cornejo Vallejo, fue un militar de la marina de España.

## Biografía
Nació en el Valle de Ruesga el 18 de diciembre de 1667, hijo del hidalgo Juan Cornejo de Rozas y de Josefa López-Cotilla y Vallejo, de la misma condición. En 1689 inició su carrera militar como arcabucero, destacándose en el sitio de Camprodón por estar al frente de la batalla bajo el fuego de 5 baterías. En 1692 estuvo en la armada de Pedro Corbeto desplazado en Nápoles donde combatió contra los franceses y luchando contra estos mismos enemigos en 1693 en Baya cuando sus adversarios intentaron quemar los barcos que estaban en el puerto. Por esta hazaña fue nombrado alférez de infantería.
Tras estar destinado en Mahón en 1694 para construir las fortificaciones, su siguiente tarea fue en Ceuta en 1695 para defender la plaza de los ataques moros, durante la que fue herido. En 1698 recibió el título de capitán. Cuando se levantó el sitio de Ceuta, se movió a Cádiz en 1700 para batallar en Nápoles bajo Juan Antonio Ibáñez en la escuadra de Victor Marie d'Estrées.
En 1703 se le nombró ayudante real del ejército de Andalucía siendo su siguiente desplazamiento en 1704 a Portugal bajo el mando de Francisco del Castillo y Fajardo, marqués de Villadarias, donde conquistó las ciudades de Zafra, Castel David y Marvan. De allí marchó a participar en el sitio de Gibraltar de 1704 y lideró una expedición de seis capitanes, mitad españoles y mitad franceses. Su periplo militar le llevó de regreso a Portugal en 1706 y el año siguiente atacó Serpa y Moura en el ejército de Francisco Téllez-Girón, VI duque de Osuna.
En 1708 se encargó de defender el castillo de Santa Mónica del Puerto de Santa María, de donde se desplazó para defender Tarifa del ataque inglés. En 1715 fue recompensado con el grado de capitán de fragata y marchó a Mahón, donde su fragata Sorpresa se incorporó a la escuadra y tomó Ibiza, hasta ese momento bajo dominio del inglés Poal. Ascendido a capitán de navío en 1716, tomó el mando de la fragata Hermione encargada de navegar hacia Nueva España y volver con un cargamento de 5 000 000 de pesos, 150 arrobas de plata, y abundantes regalos para la corte.
Volvió a Veracruz en 1719 con un cargamento todavía superior, y por sus servicios fue nombrado Jefe de Escuadra en 1721. En 1723 en Tierra Firme persiguió cuatro barcos ingleses de los que consiguió capturar uno. De vuelta a Cádiz en 1729 fue ascendido a teniente general y en 1732 gobernó una escuadra de 535 velas hacia la conquista de Orán, a la vez que el castillo de Mazalquivir, hazaña recompensada con la encomienda de Moraleja de la orden de Alcántara.
Recibió el nombramiento de comandante general del Ferrol con la tarea de encargarse de construir numerosas naves y cosechó los títulos de individuo de la Junta del Real Almirantazgo en 1737 y vocal de la junta de Baldíos en 1740, alcanzando el honor de consejero en el Supremo de Guerra, pasando a decano años más tarde y dedicándose a tareas de más alta relevancia. En virtud a los textos del vicealmirante Pavía y Jacobo de la Pezuela, puede ser considerado un gran servidor a la patria, orgullo de la marina y ejemplo de posteriores generaciones.